# Live in Warsaw
Live in Warsaw è il primo album dal vivo del musicista britannico IAMX, pubblicato il 14 novembre 2008 dalla Vision Music.

## Descrizione
Distribuito inizialmente per il solo mercato polacco (e in seguito reso disponibile digitalmente anche nel resto del mondo), contiene l'esibizione tenuta da Chris Corner e dalla sua formazione dal vivo presso l'Agnieszka Osiecka Studio di Varsavia per conto dell'emittente radiofonica Polskie Radio Program III. Nel concerto sono stati proposti brani tratti dai primi due album Kiss + Swallow e The Alternative, che si distinguono dalle versioni in studio per nuovi arrangiamenti tendenti al rock.

## Tracce
Testi e musiche di Chris Corner, eccetto dove indicato.
1. The Alternative – 5:51
2. Bring Me Back a Dog – 3:50
3. The Negative Sex – 3:25
4. President – 4:35
5. Mercy – 6:03
6. Lulled by Numbers – 4:23 (testo: Chris Corner, Ian Pickering)
7. Kiss and Swallow – 5:28
8. Spit It Out – 6:37
9. Song of Imaginary Beings – 4:54 (testo: Chris Corner, Liam Howe, Ian Pickering, Sue Denim – musica: Chris Corner, Liam Howe, Ian Pickering)
10. Missile – 3:49
11. Your Jow Is My Low – 6:08

## Formazione
Hanno partecipato alle registrazioni, secondo le note di copertina:
Musicisti
- Chris Corner – voce, basso, chitarra, tastiera, programmazione
- Janine Gezang – tastiera, voce, basso
- Dean Rosenzweig – chitarra, basso, voce
- Tom Marsh – batteria

Produzione
- Chris Corner – produzione, missaggio, mastering
- Przemyslaw Nowak – registrazione
- Dave Doughman – ingegneria del suono